# Barbara Minishi
Barbara Minishi là một nhà làm phim, nghệ sĩ, nhiếp ảnh gia thời trang và giám đốc nghệ thuật người Kenya với các chủ đề khám phá được điều khiển bởi các hành trình huyền thoại theo chu kỳ của bản thân, Tự nhiên, Alchemy & Arcana và nghệ thuật biểu hiện trực quan thể hiện. Là một đạo diễn nghệ thuật, bà đã làm việc trên các bộ phim và một video âm nhạc, và cũng cho Kapringen (A Hijacking), một bộ phim truyện của Đan Mạch từ năm 2003. Tại Kenya, bà là một trong những nhiếp ảnh gia thời trang chuyên nghiệp được đánh giá cao nhất. Loạt ảnh của Minishi đã được giới thiệu trong cuốn sách 9 Nhiếp ảnh gia đến từ Kenya được xuất bản cùng với Bảo tàng Quốc gia Kenya.

## Tiểu sử
Barbara Minishi, đến từ Nairobi, Kenya, tốt nghiệp năm 2003 với bằng cử nhân truyền thông. Sự nghiệp nhiếp ảnh gia chuyên nghiệp của bà bắt đầu khi bà nhận ra những hình ảnh kết nối trái tim được gợi ra trong bà.
Minishi nói: "Nhiếp ảnh là cách tôi bắt đầu hành trình khám phá sáng tạo của mình và bằng cách nào đó, người ta có thể nói rằng máy ảnh đã trở thành một công cụ để tôi phơi bày, giải cấu trúc và chơi với những dòng chữ như vậy. Chính 'tiếng nói' của tôi và cách tạo ra 'sự kiện' mà tôi có thể tham gia với các chủ đề như khuôn mẫu và sắc tộc, đất đai và thuộc về, biểu hiện cảm xúc, ảnh hưởng đô thị và vẻ đẹp.
Mặc dù 'thành công' về mặt thương mại, tôi bắt đầu đặt câu hỏi về vai trò của mình với tư cách là một nữ giao tiếp thị giác châu Phi và làm thế nào tầm nhìn, phương hướng và cơ thể làm việc của tôi có thể phát triển thành một thực tiễn khám phá và hấp dẫn quan trọng hơn có liên quan đến khán giả cũng tạo ra không gian cho sự tham gia và tham gia Thính giả.
Việc luyện tập của tôi đã liên tục phát triển và cùng với đó là các công cụ tôi tạo ra, hiện bao gồm Phim, Khiêu vũ, Vẽ tranh năng lượng, Dreamwork và Âm thanh trực quan + Chuyển động.
Bây giờ tôi thấy mình trong một không gian mở, tham gia vào sự thay đổi liên tục của các cuộc hội thoại trực quan nhiều lớp, các câu chuyện khám phá về kiến thức được thể hiện, truy vấn nữ tính và thiền định.
Có một sự tương tác với các ý định ẩn giấu và sự hợp tác với biểu hiện biến đổi mới nổi cộng với sự đồng sáng tạo có ý thức với cảnh quan, văn hóa và ý tưởng mới. "
công việc của bà liên tục phát triển và bà hiện đang làm việc để viết và chỉ đạo bộ phim truyện của mình và các dự án khác như phim ngắn thử nghiệm, video thời trang, phim tài liệu ủy thác, Tranh và Viết.

## Giải thưởng
Minishi giành giải Đạo diễn nghệ thuật xuất sắc nhất cho tác phẩm của bà trong bộ phim Nairobi Half Life tại Giải thưởng Lựa chọn của người xem ma thuật châu Phi 2014 vào tháng 3 năm 2014.